# Epicypta collaris
Epicypta collaris är en tvåvingeart som först beskrevs av Günther Enderlein 1910.  Epicypta collaris ingår i släktet Epicypta och familjen svampmyggor.
Artens utbredningsområde är Seychellerna. Inga underarter finns listade i Catalogue of Life.